# Melitaea mauretanica
Melitaea mauretanica är en fjärilsart som beskrevs av Charles Oberthür 1911. Melitaea mauretanica ingår i släktet Melitaea och familjen praktfjärilar. Inga underarter finns listade i Catalogue of Life.